# 1940 na música

## Eventos
- Ruy Coelho, maestro, compõe a ópera "D. João IV" para as comemorações centenárias da Independência de Portugal e da mesma Restauração da Independência.
- Ignacy Jan Paderewski, pianista, compositor e político polaco, imigra para os Estados Unidos da América
- A Orquestra Sinfônica Brasileira é fundada e realiza seu primeiro concerto no Theatro Municipal do Rio de Janeiro, regida por Eugen Szenkar

## Música Popular
- Bando da Lua: Samba da minha terra, de Dorival Caymmi
- Carmen Miranda: Disseram que voltei americanizada, de Luiz Peixoto e Vincente Paiva, e Mamãe eu quero, de Jararaca e Vicente Paiva
- Francisco Alves: Onde o céu é mais azul, de Alberto Ribeiro, Alcyr Pires Vermelho e Braguinha
- Moreira da Silva: Acertei no milhar, de Geraldo Pereira
- Ciro Monteiro: Bonde de São Januário, de Ataulfo Alves
- Joel e Gaúcho: Aurora
- Carlos Galhardo: Ala lá ôh
- Native Brazilian Music, álbum gravado pelos maestros Leopold Stokowski e Villa-Lobos.[1]

## Nascimentos

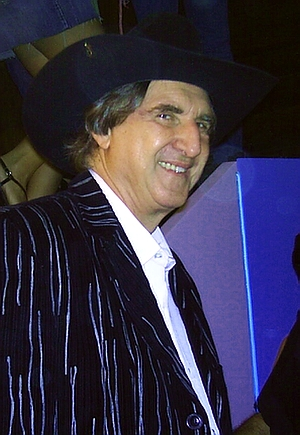
Sérgio Reis
(23 de junho).

| Data           | Nome                        | Profissão                                | Nacionalidade  | Observações | Ref |
| -------------- | --------------------------- | ---------------------------------------- | -------------- | ----------- | --- |
| 4 de janeiro   | Milionário                  | cantor                                   | Brasil         |             |     |
| 8 de fevereiro | Dubravka Tomšič Srebotnjak  | pianista                                 | Eslovênia      |             |     |
| 8 de maio      | Ricky Nelson                | ator, cantor e compositor                | Estados Unidos | m. 1985     |     |
| 21 de maio     | António Vitorino de Almeida | compositor, maestro, pianista e escritor | Portugal       |             |     |
| 23 de Junho    | Stuart Sutcliffe            | baixista                                 | Escócia        | m. 1962     |     |
| 23 de Junho    | Sérgio Reis                 | cantor                                   | Brasil         |             |     |
| 7 de Julho     | Ringo Starr                 | baterista                                | Inglaterra     |             |     |
| 6 de Outubro   | Altemar Dutra               | cantor                                   | Brasil         | m. 1983     |     |
| 9 de Outubro   | John Lennon                 | músico                                   | Inglaterra     | m. 1980     |     |
| 29 de Novembro | Denny Doherty               | músico e vocalista                       | Canadá         | m. 2007     |     |
| 21 de Dezembro | Frank Zappa                 | músico                                   | Estados Unidos | m. 1993     |     |
| 20 de Julho    | Roberto Ribeiro             | cantor e sambista                        | Brasil         | m. 1995     |     |

## Mortes
| Data        | Nome                    | Profissão               | Nacionalidade | Observações | Ref |
| ----------- | ----------------------- | ----------------------- | ------------- | ----------- | --- |
| 15 de março | Ferdinand Hellmesberger | violoncelista e maestro | Áustria       | n. 1863     |     |